# تشارلز إي. داير
تشارلز إي. داير (بالإنجليزية: Charles E. Dyer)‏ هو محامي وقاضي وسياسي أمريكي، ولد في 15 أكتوبر 1834 في الولايات المتحدة، وتوفي في 25 نوفمبر 1905. انتخب عضو جمعية ولاية ويسكونسن.